# Rezerwat przyrody Nad Jeziorem Trześniowskim
Nad Jeziorem Trześniowskim – rezerwat przyrody w województwie lubuskim, nad Jeziorem Trześniowskim, niedaleko Łagowa, na terenie Łagowsko-Sulęcińskiego Parku Krajobrazowego.
Rezerwat został powołany zarządzeniem Ministra Leśnictwa i Przemysłu Drzewnego z dnia 23 października 1965 roku. Zajmuje powierzchnię 47,73 ha (akt powołujący podawał 49,93 ha).

## Położenie geograficzne
„Nad Jeziorem Trześniowskim” to rezerwat ścisły, typu leśnego. Podstawowym celem jego powołania jest zachowanie ze względów naukowych, dydaktycznych i krajobrazowych fragmentu lasu bukowego naturalnego pochodzenia, z domieszką innych drzew. Rezerwat położony jest na zachodnim brzegu Jeziora Trześniowskiego (Ciecz), jego południowa część przylega bezpośrednio do miejscowości Łagów. Można tu zobaczyć wspaniałą polodowcową rzeźbę terenu: liczne głębokie rozcięcia erozyjne i brzegi rynny.

## Flora rezerwatu
Na uwagę zasługuje tu las bukowy – jego wiek dochodzi do 130 lat. Rosną tu zarówno lite buczyny, zbudowane wyłącznie z buka zwyczajnego oraz lasy mieszane, z domieszką drzew takich jak: sosna zwyczajna, świerk pospolity, dąb bezszypułkowy i wielu innych. Rezerwat jest miejscem występowania wielu rzadkich i chronionych roślin. Doskonałe warunki rozwoju (duża wilgotność powietrza) znajduje tu bluszcz pospolity. Występuje tu masowo oplatając pnie drzew do 25 m wysokości, tworząc żywe zielone kolumny. Spotkać też można inne, podlegające ochronie, gatunki roślin: paprotka zwyczajna, marzanka wonna, kalina koralowa, kruszyna pospolita, przylaszczka pospolita i inne.

## Fauna rezerwatu
Fauna jest stosunkowo uboga; jest to skutek bliskiego sąsiedztwa miejscowości wypoczynkowej oraz dużej penetracji ludzi i psów. Niemniej stwierdzono tu występowanie pięciu gatunków płazów: żaba trawna i wiele drobnych ssaków, wśród których znajdują się ryjówka aksamitna i ryjówka malutka – oba gatunki są rzadkie i podlegające ochronie. Z większych zwierząt zobaczyć tu można jelenia, sarnę, dzika, lisa i zająca. Na szczególną uwagę zasługuje awifauna: z ciekawszych ptaków wymienić tu należy siniaka, jedynego gnieżdżącego się w dziuplach gołębia, dzięcioła zielonego i czarnego, wilgę, grubodzioba lub zimorodka. Ten ostatnio wspomniany ptak przesiaduje na wystających nad powierzchnię wody gałęziach, wypatrując małych rybek i wodnych owadów. Gniazdo zakłada w wydrążonych w urwistych brzegach tunelach, dochodzących do jednego metra długości. Na wodach i w nielicznych szuwarach można dojrzeć perkoza dwuczubego, gągoła, łyskę, krzyżówkę czy łabędzia niemego.

## Historia
Dawniej wzdłuż wschodniego brzegu Jeziora Trześniowskiego biegła granica między plemionami Polan i Lubuszan. W wieku XII-XIV na Sokolej Górze (obecnie jest to fragment rezerwatu) istniał warowny gród. Do dzisiaj niewiele po nim zostało, drewniane części chat i umocnień bezpowrotnie uległy zniszczeniu, niemniej nadal wyraźnie widoczny jest potrójny pas obronnych wałów i fosa. Źródła podają, że na początku XIX wieku w lasach, obecnie wchodzących w skład rezerwatu, znajdował się mały ogród zoologiczny – rzecz niezwykle modna w owych czasach – utrzymywany przez właścicieli zamku w Łagowie. Już wtedy rosły tutaj dorodne buki, w które wkomponowany został zwierzyniec.
Przez teren rezerwatu prowadzi ścieżka przyrodniczo-historyczna „Sokola Góra”, oznakowana znakiem zielonego liścia na białym polu.